# C-Evo
C-Evo è un videogioco strategico a turni per Windows, sviluppato da Steffen Gerlach e pubblicato gratuitamente come open source, ispirato alla celebre serie di Civilization. Il suo nome è infatti un'abbreviazione di 
Civilization evolution, in particolare il suo livello di complessità è vicino a quello di Civilization II, come anche la grafica che utilizza icone di formato compatibile 
con Civilization II. La prima versione di C-Evo venne pubblicata nel 1999, l'ultima sembra essersi stabilizzata sulla 1.2.0 del 2013.

## Modalità di gioco
Consiste nell'amministrazione di un'intera civiltà, ad esempio i Romani o i Babilonesi, dalla fondazione delle prime città fino alla colonizzazione dello spazio. L'area di gioco è un'enorme scacchiera che rappresenta il mondo intero, ma con una geografia 
arbitraria che può essere generata casualmente ad ogni partita. I compiti del giocatore includono esplorare questo mondo inizialmente sconosciuto, espandere la nazione costruendo città, strade e opere pubbliche, ricercare nuovi progressi, prendere accordi con le altre 
nazioni oppure combatterle con unità militari sempre più potenti.
I tipi di unità militari non sono predeterminati ma progettati liberamente da ogni nazione componendo varie caratteristiche, come avviene in un altro discendente di Civilization, Sid Meier's Alpha Centauri.

## Peculiarità
C-Evo, come esplicitamente indicato dall'autore, mira ad essere una sfida interessante di pura strategia dove tutte le nazioni in gioco sono trattate in ugual maniera. È completamente deterministico, cioè non ci sono elementi di fortuna (a parte la conformazione della mappa). Gli avversari computerizzati, contrariamente a quanto accade in molti videogiochi, non hanno alcun tipo di vantaggio e possono prendere le stesse decisioni che potrebbe prendere un giocatore umano.
Gli avversari computerizzati sono infatti gestiti da moduli di intelligenza artificiale (I.A.) esterni e indipendenti, realizzati con normali file DLL. Chi è abile nella programmazione in qualunque linguaggio per Windows può creare la propria I.A., e di fatto molte persone hanno creato I.A. abili e difficili da battere, che fanno anche competere tra loro in una sorta di sfida tra sviluppatori.
È assente la modalità multiplayer via internet o altro tipo di rete, ma è possibile giocare con altre persone alternandosi davanti allo stesso computer.
C-Evo è realizzato con il linguaggio Delphi della Borland ed è tuttora soggetto a continui miglioramenti da parte dell'autore, mentre numerosi appassionati contribuiscono 
sviluppando I.A., accessori, traduzioni.